# Radio Pulse
 (septembre 2018).
Radio Pulse est une radio locale française de catégorie A qui émet depuis Alençon et diffuse ses programmes sur Alençon et ses environs. Elle a commencé à émettre le 6 janvier 2003. 
L'association Pulse Orne qui a permis la création de cette radio existe, quant à elle, depuis le 19 novembre 1996. 

## Historique
Le projet de Radio Pulse remonte à 1996. Une association est constituée et une demande d'autorisation d'émettre est formulée auprès du CSA pour la création d'une radio associative sur Caen. Elle se voit opposer un refus.  
Son équipe va s'investir auprès de diverses autres radios et même participer à la création d'une radio temporaire avec l'association AMVD de Caen en 1998, Radio Eclipse sur 87,8 MHz, radio pour les enfants. 
En 2000, l'association se transforme en « Pulse SDF » et demande à nouveau une fréquence sur Caen. Malheureusement, il n’y a pas de fréquences disponibles sur cette ville. Pulse va alors concentrer ses efforts sur Alençon, ville où les radios sont plus rares. De plus, la préfecture de l'Orne vient de perdre la diffusion du Mouv', la station jeune de Radio France, qui redéploie ses fréquences.  
En 2002, l'association change à nouveau de nom pour s'appeler « Pulse Orne » et se fixe comme objectifs, la promotion des musiques actuelles, des artistes locaux et de la vie associative de la région.  
Le 12 novembre 2002, le CSA lui accorde enfin une autorisation d'émettre à Alençon avec une fréquence de 90 MHz. 
Le 6 janvier 2003, Pulse FM diffuse sa première émission. Le studio est provisoirement hébergé dans l'appartement du trésorier de l'association. En janvier 2003, il est déménagé au premier étage d'un café d'Alençon, « le Diagonal ». Mais la station est obligée de déménager à nouveau en septembre 2003 dans un autre local du centre ville puis une quatrième fois en septembre 2004 au sous-sol du Foyer des Jeunes travailleurs de Lancrel. L'équipe de bénévoles s'étoffe et les programmes de la station deviennent très populaires à Alençon, notamment auprès des jeunes.

## Objectif
L’association Pulse Orne exploite le service radiophonique « Radio Pulse » sur la fréquence 90 FM depuis le 6 janvier 2003.
Elle a pour objet la promotion des musiques actuelles, des artistes locaux et de la vie associative locale. D’une façon générale, elle entend promouvoir la création et les formes culturelles dites alternatives.

## Partenariats
Le territoire d’action de la radio est d’environ 200 km autour de la préfecture du département de l’Orne. Sur ce territoire, Radio Pulse conclut des partenariats d’échange de services avec des festivals et des associations culturelles et environnementales partageant les mêmes valeurs comme, par exemple, les collectifs d’associations la Centrifugeuz à Caen et la Chapêlmêle à Alençon. 

## Diffusion
Radio Pulse a son siège et son studio principal à Alençon. Sa zone de diffusion FM s’étend du Parc Naturel Régional de Normandie-Maine à celui du Perche à l’Est et de Mortrée au nord jusqu’au Mans au Sud. Radio pulse est une radio locale, mais elle peut être écoutée partout dans le monde par le biais d'Internet.